# Janet la revenante
Janet la revenante, aussi traduit Janet la Torte ou Janet la Torse (Thrawn Janet) est une nouvelle fantastique de Robert Louis Stevenson publiée en octobre 1881 dans le Cornhill Magazine.
Elle a été reprise en 1887 dans le recueil Les Gais Lurons et autres contes (The Merry Men and Other Tales and Fables).